# Mirror Image (The Twilight Zone)
"Mirror Image" is een aflevering van de Amerikaanse televisieserie The Twilight Zone. De aflevering werd geschreven door Rod Serling.

## Plot

### Opening
Millicent Barnes, age twenty-five, young woman waiting for a bus on a rainy November night. Not a very imaginative type is Miss Barnes, not given to undue anxiety or fears, or for that matter even the most temporal flights of fancy. Like most young career women, she has a generic classification as a, quote, girl with a head on her shoulders, end of quote. All of which is mentioned now because in just a moment the head on Miss Barnes's shoulders will be put to a test. Circumstances will assault her sense of reality and a chain of nightmares will put her sanity on a block. Millicent Barnes, who in one minute will wonder if she's going mad.
— Rod Serling

### Verhaal
Een vrouw genaamd Millicent Barnes zit te wachten op de bus naar Cortland, New York. Wanneer ze ziet dat de bus te laat is, vraagt ze de kaartjesverkoper hoe dat kan. Hij zegt haar enkel dat dit nu al de derde keer is dat ze dit komt vragen, maar Millicent ontkent dat.
Terwijl ze met de man staat te praten, ziet ze een tas gelijk aan die van haar in de bagagestapel achter haar. Wanneer ze de kaartjesverkoper hierop wijst, ontdekt die dat het haar tas is. Ze gelooft dit niet, tot ze ziet dat de tas is verdwenen. Even later gaat ze naar het toilet, alwaar een andere vrouw haar zegt dat dit al haar tweede toiletbezoek is in korte tijd. Opnieuw ontdekt Millicent eerder in het toilet te zijn geweest. Wanneer ze het toilet verlaat, ziet ze via de spiegel zichzelf op een bankje buiten zitten.
Even later ontmoet ze Paul Grinstead, een man die op dezelfde bus wacht. Wanneer hij hoort wat er gaande is, stelt hij Millicent gerust met de woorden dat het vast een grapje of misverstand is veroorzaakt door een dubbelganger. Dan arriveert de bus. Wanneer Millicent wil instappen, ziet ze haar dubbelganger al in de bus zitten. Ze rent hysterisch weg, terwijl haar dubbelganger haar kwaadaardig lachend nakijkt.
Paul volgt Millicent en besluit met haar op de volgende bus te wachten. Terwijl ze wachten blijft Millicent volhouden dat ze een kwaadaardige dubbelganger heeft. Ze begint zelfs te denken dat deze dubbelganger uit een parallel universum naar hier is gekomen. Ook vreest ze dat haar dubbelganger haar zal proberen te vermoorden om haar plaats in te nemen. Paul daarentegen denkt dat Millicent haar verstand is verloren. Hij belt de politie en laat haar afvoeren.
Nadat ze weg is, drinkt Paul wat water uit een fonteintje. Dan ziet hij opeens dat zijn koffer weg is. Wanneer hij een man met zijn koffer weg ziet lopen, zet hij de achtervolging in. Tot Pauls schok blijkt de dief een dubbelganger van hem te zijn. Terwijl de dubbelganger wegvlucht, beseft Paul dat Millicent gelijk had. Maar hij kan niemand hierover vertellen, anders zullen ze hem ook voor gek verklaren.

### Slot
Obscure metaphysical explanation to cover a phenomenon, reasons dredged out of the shadows to explain away that which cannot be explained. Call it parallel planes or just insanity. Whatever it is, you find it in the Twilight Zone.
— Rod Serling

## Rolverdeling
- Vera Miles: Millicent Barnes
- Martin Milner: Paul Grinstead
- Joe Hamilton: kaartjesverkoper

## Trivia
- Het thema van deze aflevering: kwaadaardige dubbelgangers uit een parallel universum, is later in vele series en films gebruikt. Vooral noemenswaardig is de aflevering Mirror, Mirror uit Star Trek: The Original Series.
- Rod Serling baseerde de aflevering op zijn ervaringen op een vliegveld, toen hij een man die sterk op hem leek van achter zag.